# George Thexton Wards
George Thexton Wards, britanski general, * 1897, † 1991.